# The Barron Knights
The Barron Knights, brittisk popgrupp bildad 1960 och som slog igenom 1964 med albumet Call Up The Groups, där de parodierade flera kända popgrupper, vilket också blivit deras gimmick under hela karriären.
Första albumet parodierade Merseybeat-grupperna. 1979 utgavs deras The Topical Song som var en parodi på Supertramps The Logical Song.

## Medlemmar
- Duke D'Mond (f. Richard Edward Palmer 25 februari 1943 i Dunstable, Bedfordshire, avliden 9 april 2009) – sång, gitarr
- Butch Baker (f. Leslie John Baker 16 juli 1941 i Amersham, Buckinghamshire) – gitarr, banjo, sång
- Peter "Peanut" Langford (f. 10 april 1943 i Durham, County Durham) – gitarr, sång
- Baron Anthony (f. Anthony John Osmond 15 juni 1940 i Abingdon, Oxfordshire) – basgitarr, sång
- Dave Ballinger (f. David Alan Ballinger 17 januari 1941 i Slough, Buckinghamshire) – trummor
- Don Ringsell (f. Donald Ringsell 1940 i Dundee, Skottland) – basgitarr, sång
- Bill Sharky (f. William Sharky) – trummor

Baron Anthony och Dave Ballinger, är numera ersatta av
- Micky Groome
- Lloyd Courtenay

## Diskografi (i urval)
- Call Up The Groups (1964)
- Scribed (1967)
- One Mans Meat (1973)
- Knights of Laughter (1979)
- Funny in the Head (1984)
- Songs For Traffic Jams (2002)